# Albert Francis Hegenberger
Albert Francis Hegenberger född 30 september 1895 död 31 augusti 1983, var en amerikansk flygare och militär.
Hegenberger anslöt sig till Signal Corps 1917 samtidigt studerade han teknik vid Massachusetts Institute of Technology (MIT). 1918 klarade han av sina flygprov och fick sina vingar, samma år stamanställdes han vid armén. Fram till första världskrigets slut tjänstgjorde han som flyglärare vid Signal Corps. Sedan han hade avlagt examen vid MIT 1919 placerades han på McCook Field i Ohio där han var delaktig i test och utveckling av flyginstrument. Sedan han en tid hade tjänstgjort i Hawaii begav han sig till Wright Field i Ohio för att planera en rekordflygning mellan USA och Hawaii. Tillsammans med löjtnant Lester J. Maitland startade man med flygplanet Bird of Paradise från San Francisco 26 juni 1927. Under flygningen slutade deras gyrokompass och navigationsradio att fungera, och Hegenberger tvingades navigera efter död räkning. För den flygbragden tilldelades han Mackaytrofén 1927.
Efter flygningen till Hawaii funderade han på om man inte kunde utveckla ett navigationssystem som gjorde det möjligt att blindflyga. Söndagen 9 maj 1932 genomförde han den första officiella soloblindflygningen med start och landning från Wright Field i Dayton. Medan han flög över Montgomery County rattade han in sin radio på WLW i Cincinnati som just då sände ut en radiogudstjänst. Hegenberger drabbades då av dåligt samvete för att han inte var i kyrkan. För blindflygningen tilldelades han Colliertrofén.
Han fortsatte utvecklandet av sitt navigationssystem med att bygga in en autopilot för att kunna få ett flygplan att starta, flyga och landa på en bestämd plats utan att någon rörde flygkontrollerna. Efter att han studerat vid olika taktiska- och stabskolor tjänstgjorde han vid olika förband på Hawaii. Under andra världskriget tjänstgjorde han i 2:a bombkommandot, där han ledde den 21:a Bomb Wing. Efter kriget ledde han 1:a divisionen av den östra delen av flygvapnet. Han utsågs senare till chef för framtagning av specialvapen vid flygvapnets högkvarter. 1948 var han med i den grupp som konstruerade ett system som kunde känna av en atomexplosion genom marken.